# 顔師伯
顔 師伯（がん しはく、419年 - 465年）は、南朝宋の官僚・軍人。字は長淵。本貫は琅邪郡臨沂県。

## 経歴
顔邵の子として生まれた。幼くして父を失い、貧家にあって書物を渉猟し、声楽に通じた。元嘉13年（436年）、雍州刺史の劉道産が輔国将軍となると、師伯はその下で輔国行参軍となった。弟の顔師仲が臧質の娘を妻に迎えていた縁故から、元嘉18年（441年）に臧質が徐兗二州刺史となると、師伯は召されて主簿をつとめた。元嘉22年（445年）、衡陽王劉義季が徐州刺史となると、師伯はその下で征西行参軍となった。元嘉24年（447年）、興安侯劉義賓が徐州刺史となると、師伯はその下で輔国行参軍をつとめた。元嘉25年（448年）、武陵王劉駿が安北将軍・徐州刺史となると、師伯はその下で安北行参軍となった。後に徐州主簿に転じた。元嘉28年（451年）、劉駿が南中郎将・江州刺史として尋陽に駐屯すると、師伯は南中郎府主簿の官を求めたが、文帝に許されなかった。また劉駿が師伯を長流正佐とするべく許可を求めたが、やはり文帝に許されなかった。そこで師伯は劉駿の下で参軍事に任じられ、刑獄の事務をつとめた。元嘉30年（453年）、劉劭が文帝を殺害して帝を称し、劉駿が劉劭を討つべく起兵すると、師伯は劉駿の下で主簿に転じた。
劉駿（孝武帝）が即位すると、師伯は黄門侍郎に任じられ、隨王劉誕の下で驃騎長史・南郡太守となった。驃騎大将軍長史・南濮陽郡太守に転じ、御史中丞に任じられた。孝建元年（454年）、臧質が反乱を起こすと、師伯は寧遠将軍・東陽郡太守となり、兵を率いて東道を警備した。反乱が鎮圧されると、師伯は再び黄門侍郎となり、歩兵校尉を兼ねた。前軍将軍の号を兼ね、御史中丞に転じ、侍中に上った。大明元年（457年）、平都県子に封じられた。右衛将軍の号を受けたが、母が死去したため辞職した。
大明2年（458年）7月、持節・都督青冀二州徐州之東安東莞兗州之済北三郡諸軍事・輔国将軍・青冀二州刺史として起用された。この年、北魏の天水公封敕文が大軍を率いて清口に進攻してきた。師伯は龐孟虯・殷孝祖・苟思達らを派遣して魏軍を迎え撃ち、これに大勝した。征虜将軍の号を受けた。
大明3年（459年）、竟陵王劉誕が反乱を起こすと、師伯は長史の嵆玄敬に5000の兵を与えて反乱討伐に当たらせた。大明4年（460年）、建康に召還されて侍中となり、右軍将軍を兼ねた。孝武帝の信任は厚く、君臣のあいだはきわめて親密であった。後に吏部尚書に転じた。孝武帝は親政にあたって細々とした雑務まで自分で見ようとしたが、発行する文書に関しては師伯の独断に任せて、奏上する必要なしとした。また師伯は侍中となり、右衛将軍を兼ねた。大明7年（463年）1月、尚書右僕射に任じられた。まもなく太子中庶子を兼ねた。
大明8年（464年）閏5月、孝武帝の崩御に際して、師伯は幼主を輔弼するよう遺詔を受け、尚書の事務を特に委ねられた。前廃帝が即位すると、衛尉を兼ねた。師伯の朝廷での権勢は強く、一門に集うものは分を超えた爵位を持つようになった。師伯は賄賂を多く受けて、家の財産は豊かになり、園池や邸宅は当時随一のもので、官界の人々の嫉視を買った。12月、師伯は尚書僕射となり、丹陽尹を兼ねた。永光元年（465年）8月、前廃帝は親政の障害となる師伯を排除しようと図り、師伯を尚書左僕射に任じ、散騎常侍の位を加えた。同時に吏部尚書の王景文を尚書右僕射に任じて、丹陽尹の職権を師伯から剥奪した。権限を半減されて、師伯は始めて恐れを抱いたが、時すでに遅く、江夏王劉義恭や柳元景らとともに殺害された。享年は47。諡は荒といった。師伯の6人の子はともに幼かったが、みな殺害された。

## 伝記資料
- 『宋書』巻77 列伝第37
- 『南史』巻34 列伝第24